# Team Black Starz
Team Black Starz(チームブラックスターズ、通称：ブラスタ)は日本のエンターテイメント集団。
Street Danceをベースとしたダンススキルを活かし、スタイリッシュな踊りからキャッチーな振付、果てはコミカルかつシュールな茶番劇まで、振れ幅の広いエンターテイメントを展開している。
その活動はイベント出演のみならず、TVやCMへのメディア出演からイベントの演出、アーティストへの振付など多岐に渡る。
また、出演だけでなく自身で企画・立案・運営までをこなすことが出来るので、不定期で主催イベントを行っている。
特筆すべきこととして、メンバーの大半が平日はサラリーマンとして働いていることが挙げられる。

## 概要
源流は、学生時代にサークル内で結成したユニットにある。サークル内でモテない人間たちがモテている人間への嫉妬、やっかみ、反骨心から自分たちを[負け組=黒星]として位置づけ【Team Black Starz】と名付けたことが現在の活動に繋がっている。
結成当初から観る人が如何に楽しめるかを考え創作している。その特徴は、確かなダンススキルを無駄遣いしてキャッチーかつコミカルな作品を作ることにある。ただ単に格好良い作品を創ることにはあまり興味が無く、どれだけおもしろいものを創れるかに焦点を当てている。
Team Black Starzが有名になったのは、【新世紀エヴァンゲリオン】の主題歌(残酷な天使のテーゼ)を使用した作品である。この作品はニコニコ動画をきっかけとしてSNSにて爆発的に拡散され、Team Black Starzの名が一躍知れ渡ることとなった。
その後、YoutubeFanFestや　スター☆ドラフト会議、ニコニコ超会議などのメディア出演を果たしつつも、自分たちが表現したいエンターテイメントを実現するべく自身でイベントを開催。2014年に赤坂BLITZ、2016年に川崎CLUB CITTA’、2018年に銀座ヤマハスタジオ、東京キネマ倶楽部でブラスタ主催のイベントを企画から立ち上げ、成功させる。
2020年現在も自分たちの実現したいエンターテイメントを追求し活動している。

## 沿革
2006年
- 上智大学のStreet Danceサークル[G-Splash]内で【Team Black Starz】結成[2]。

2007年
- Team Black Starzとして初作品【DRAGON BALL】を披露。

2008年
- 【新世紀エヴァンゲリオン】初披露。ニコニコ動画で爆発的な再生数を記録。

2009年
- メンバーが大学を卒業し、サラリーマン人生をスタート。Team Black Starzとしての活動は一時停滞。

2010年
- サラリーマンでの活動が主軸となっていた期間。
- Tasukuが会社の人事異動により愛媛県へ居を移す。

2011年
- Team Black Starzとしての活動が活性化。
- Zukeがエンターテイメントの道へ進むことを決意し、サラリーマン生活を終える。

2012年
- Team Black Starz初となる単独イベントを東京のStudio Cube 326にて開催。そのチケットは販売開始2分でSold Outとなった。
- Yutakaがロンドンより帰国し、新加入。

2013年
- 初の全国ツアー【全国出張ツアー】実施。全国5都市(札幌、東京、名古屋、大阪、福岡)にて単独イベントを開催した。札幌の際は、悪天候により飛行機が飛ばないというハプニングに見舞われながらも陸路で青森まで向かい海を渡り、イベント開催にこぎつけた。
- Hatchが新加入。
- Tasukuが帰京。

2014年
- 赤坂BLITZにて単独ライブ【黒星商事株式会社 株主総会 ～これぞ日本のサラリーマン!～】を開催。
- TKOが新加入。

2015年
- テキーラさん、Bob、アレさんが新加入。新体制としての活動を開始[3]。
- 都内にてシェアハウス【ブラスタハウス】オープン。生活の場としてだけでなく打合せ・遊びの場としても有効活用され、メンバー間の交流がより一層深まる。
- 東京の銀座Lounge ZEROにて【銀ブラ】が開始。この年以降、不定期で開催されることとなる。

2016年
- 川崎CLUB CITTA’にて単独ライブ【三十路ついでにCITTA'借りCITTA'】を開催。
- 中野Mahaloaにてディナーショー【(仮)ブラスタレーツ航空 ハワイで危機一髪】を開催。チケットは数分でSold Outとなった。
- 【ブラスタハウス】解散。定期借家契約終了に伴い、シェアハウスを終了。

2017年
- Zukeが振付の監修を行っているガールズユニット[kolme]のライブにゲスト出演。彼女たちとのコラボレーションや自身のオリジナル作品を披露。
- 木村カエラのライブにバックダンサーとして出演。これがきっかけとなり、彼女のCOUNTDOWN JAPAN 15/16のステージにも出演。

2018年
- So-ta、シーサー、iwa新加入。
- 中野Mahaloaにて2年ぶりとなるディナーショー【ブラスタレーツ航空 そうだ、ハワイへいこう(仮)】開催[4]。前回に引き続き、チケットは数分でSold Out。
- 銀座ヤマハスタジオにて単独イベント【銀銀ブラブラonSTAGE～これぞ技術の無駄遣い～】を開催。
- 東京キネマ倶楽部にて初となるフェス【勤労感謝フェスティバル～そろそろ休めよ、日本人!～】開催。シンガーやダンサーなど、交流のあるアーティストとのコラボレーションを実現。

2019年
- 愛知工業大学の学園祭に4回目のゲスト出演。
- 2018年に引き続き、NOBUの九州ライブにゲスト出演。鹿児島・宮崎公演でコラボレーションを披露。

2020年
- 鎌倉コレクション2020に出演し、建長寺にてパフォーマンスを披露。

## 出演

### テレビ・CM

#### 2008年
- スーパーチャンプル(日本テレビ)

#### 2011年
- Dance@TV(テレビ東京)

#### 2012年
- Asian Ace(TBS)
- 完コピ!!名曲ダンスNo.1決定戦(日本テレビ)
- スター☆ドラフト会議(日本テレビ)
- ミュージックるTVチャンネル(テレビ朝日)
- 0655 電車で化粧はやめなはれ(NHK Eテレ)

#### 2013年
- スター☆ドラフト会議(日本テレビ)
- ドリーム×２クリエイター(テレビ東京)
- COUNT DOWN TV(TBS)
- パフォーマンスZ(TBS)

#### 2014年
- スッキリ!!(日本テレビ)

#### 2015年
- Beats PC WebCM(日本HP)
- スガイディノス WebCM(スガイディノス)
- だんすたっ!(テレビ朝日)

#### 2016年
- ミルージュ WebCM(ヤクルト)
- パンダフル！！ダンスチャレンジ(楽天)

### イベント

#### 2010年
- 踊ってみたの祭典 ニコニコダンスマスター1

#### 2011年
- ニコニコ大会議
- NicoNico D@nce M@ster2
- アニソンぷらすLIVE
- NicoNico D@nce M@ster3
- コスコレ
- MastePiece

#### 2012年
- Dance@Live Final
- ニコニコ超会議

#### 2014年
- ニコニコ超パーティー
- YouTubeFanFest
- 愛知工業大学 学園祭

#### 2015年
- 大井町フラワープロジェクト
- 崎陽軒ひょうちゃん還暦イベント
- WEFUNK LIVE
- TED x SophiaUniversity
- Dance Dance Dance
- 愛知工業大学 学園祭
- 木村カエラ Live
- COUNTDOWN JAPAN 15/16

#### 2016年
- チョイワルナイト
- ETCダンススクール発表会@パシフィコ横浜
- 成城大学 学園祭
- kolme LIVE Museum 2016

#### 2017年
- 癒しフェア2017
- チョイワルナイト
- kolme LIVE 2017

#### 2018年
- 神奈川県藤沢市 成人式
- さくらフェス@南大沢
- ODOTTEMITA ANNIVERSARY
- NOBU Live
- 愛知工業大学 学園祭

#### 2019年
- NOBU Live
- 愛知工業大学 学園祭

## 開催イベント

### 全国出張ツアー
- 札幌、東京、名古屋、大阪、福岡の全国5都市で開催した単独イベント。平日はサラリーマンのメンバーが大半の中、休日を利用して全国を飛び回りパフォーマンスを披露した。このツアーで確かな手応えを感じたことが、赤坂BLITZの単独イベント開催へ繋がっていく。各イベントのタイトルは以下の通り。
  - 2013年09月29日(日) 大阪出張  ～たこ焼きの気持ち～
  - 2013年10月20日(日) 名古屋出張 ～手羽先の定め。～
  - 2013年11月09日(土) 福岡出張 ～ごまさば危機一髪!～
  - 2013年12月28日(土) 東京出張 ～スカイツリーと時々オトン～
  - 2014年02月16日(日)札幌出張 〜ジンギスカンとチンギス・ハーン〜

### 赤坂BLITZ【黒星商事株式会社 株主総会 ～これぞ日本のサラリーマン!～】
- 2014年07月06日(日)に開催した、サラリーマンを本業とする団体としては異例となる赤坂BLITZでの単独イベント。会場は大入り満員となり、ブラスタとして一つの大きな目標を達成したともいえる記念すべきイベント。業者のシンゴは客席からオープニングを観て感極まって涙するという一幕もあった。

### 銀座Lounge ZERO【銀ブラ】
- 2015年より不定期で開催しているディナーショー。会場のキャパシティが50名程度とコンパクトな為、非常に近い距離でブラスタのパフォーマンスを観ることが出来るのが特徴。

### 【ブラスタレーツ航空 そうだ、ハワイへいこう(仮)】
- 2016年09月19日(月・祝)、2018年07月22日(日)に開催したディナーショー。アロハシャツを衣装にするなど南国をテーマにした構成となっており、ここでしか観ることの出来ない作品もある。

### 川崎CLUB CITTA’【三十路ついでにCITTA'借りCITTA'】
- 2016年05月22日(日)に開催した、ブラスタ10周年を記念した単独イベント。お馴染みの業者に加え、サポートメンバーも加えた豪華なメンバー構成で今までの作品をランキング形式に発表しつつも、新たに再定義した作品や新作を披露した。赤坂BLITZに引き続き会場は満員御礼となり、10周年を祝うにふさわしい賑わいを見せた。
- Yutakaが上海出張により出演が出来ないとの事前連絡があったが、サプライズで登場するという演出があった。
- あまりの内容の充実ぶりに、Dewsよりライブレポートが発表された[5]。

### 銀座ヤマハスタジオ【銀銀ブラブラonSTAGE～これぞ技術の無駄遣い～】
- 2018年09月08日(土)に開催した、ブラフェス(後述)の前哨戦として位置づけられた単独イベント。キャパシティは約200人とブラスタとしては中規模の会場で行われた。

### 東京キネマ倶楽部【勤労感謝フェスティバル～そろそろ休めよ、日本人!～】
- 2018年11月23日(金・祝)に開催したフェス。通称、ブラフェス。ブラスタと交流のあるアーティスト(NOBU、kolme、植松陽介、Noah, send a Blackmail、Kelpie、筋肉定食、etc.)が出演し、コラボレーションを披露した。
- kolmeとのコラボでは彼女たちが体操着を着用するという非常にレアなパフォーマンスも組み込まれた。

## 作品
- 新世紀エヴァンゲリオン -残酷な天使のテーゼ-
- DRAGON BALL
- Army Can Can
- 光GENJI「パラダイス銀河」「Star Light」「勇気100%」
- ルパン三世のテーマ
- ジブリメドレー「めぐる季節」「ナウシカ・レクイエム」「鳥の人」「君をのせて」
- 運動会
- Be Yourself!
- Daft Punk「ダ・ファンク（英語: Da Funk）」
- SKILL
- Butter-Fly
- ファイヤー
- Team 豚ck Starz
- LOVE YOU ONLY
- 恋は渾沌の隷也
- ジャニーズメドレー
- SLAM DUNK
- 田中タヌ吉
- 人体構造研究所
- Tokyo City Train
- ドリフ大爆笑のテーマ
- 進化論
- 千本桜
- ザぬえもん
- Lifers Group
- GG STAND UP
- 夜に駆ける
- 恋愛レボリューション21
- 春を告げる

## メンバー
詳細は ブラスタのメンバー を参照

### メンバー
- Zuke
  - 一言紹介：ザ・キングオブ・フィクサー
  - ブラスタのリーダー。実力と人望とで個性豊かなメンバーから全幅の信頼を得ている。
  - ジャンルはFreestyle。
  - コレオグラファーとして活動している。サラリーマン時代は不動産事業に携わっていた。
  - モヒカンのような髪型。
- Tasuku
  - 一言紹介：君のタスクは、僕のタスク
  - ジャンルはHip Hop。
  - 参謀的役割を担う。練習日程の調整や作品の曲編集、動画編集も行う。
  - IT企業勤務。
  - イケメン。
- Hatch
  - 一言紹介：永遠の少年
  - ジャンルはHip Hop。
  - 参謀的役割を担う。作品の曲編集も行う。
  - So-taとは学生時代にBuckBrandというチームで共に活動していた。
  - SNSメディア企業勤務。
  - ハードボイルドへの憧れが止まらない。
- Yutaka
  - 一言紹介：奇跡の軟体フィロソファー
  - ジャンルはBreakin'。
  - 金融系企業勤務。
  - 哲学に造詣が深い。
  - 体が尋常じゃないほど柔らかい。
- Zabu
  - 一言紹介：Mr.不真面目ストイック
  - ジャンルはLock。
  - New Style Hustleにおける日本のパイオニア的存在
  - ダンサーとして活動。
  - 創り出す映像作品・音声作品は常人には理解しがたい内容だが、何故か笑えると評判。
  - アナゴさんの声マネが得意。
- Bob
  - 一言紹介：人間地球儀
  - ジャンルはBreakin'。
  - Air Chair Spinでギネス記録を保持。
  - IT系企業勤務。
  - ハルクみたいな筋肉を持つ。
- アレさん
  - 一言紹介：ドランクブレイカー
  - Street DanceのジャンルはBreakin'。
  - 営業職。
  - 大の酒好き。
  - 友だちがすごい沢山いる。
- テキーラさん
  - 一言紹介：おしゃべりマザファッカー
  - ジャンルはFreestyle。
  - ブラスタでは主にMCの役割を担う。ベネズエラ帰国子女の為、英語が堪能。
  - 米米CLUB、MC、ラジオDJなど声に関する仕事を多岐にこなす。
  - 植物と会話が出来る。
- TKO
  - 一言紹介：もはや完全体
  - ジャンルはLock。
  - 学生時代はシーサーと三田サブウェイラインズというチームで共に活動していた。
  - 広告代理店勤務。
  - 明晰な頭脳から繰り出される奇抜なアイデアは、作品創りの絶妙なスパイスとなっている。
  - 山本高広のモノマネが似てる。
- シーサー
  - 一言紹介：-
  - ジャンルはLock。
  - 三田サブウェイラインズのリーダー。
  - ブラスタ最年長。
  - 看護師、猟師、ダンサーとして活動。
  - 沖縄出身な為か、顔がやたら濃い。あとアフロ。
- iwa
  - 一言紹介：-
  - ジャンルはhouse。
  - IT系企業勤務。
  - EartHというチームで活動している。学生チャンピオンの実績を持ち、実力は折り紙付き。
  - お酒を飲んだあとのポテチをやめたい。
- So-ta
  - 一言紹介：-
  - ジャンルはHip Hop。
  - Humanbeatboxが得意。パプリカをアレンジしたパフォーマンスでは、小学生が大合唱するほどの盛り上がりを見せた。
  - 介護系企業勤務。
  - 底抜けに優しい。
- ちりを
  - 一言紹介：-
  - ジャンルはカポエイラ。
  - 食品企業勤務。
  - Bob、TKOの大学後輩。
  - 幅広いジャンルを踊ることが出来るユーティリティープレイヤー。
- ゆすけ
  - 一言紹介：-
  - ジャンルはhouse。
  - PR会社勤務。
  - ブラスタ最年少。
  - おしゃれ。
- Junya
  - 一言紹介：顔面偏差値92
  - ジャンルはHip Hop。
  - IT系企業勤務。
  - 戦略的な思考が得意。
  - スキンヘッド。
- ID
  - 一言紹介：笑顔をあげる、拍手をちょうだい
  - ジャンルはヨーヨー。
  - 職業は非公開。
  - ヨーヨーで日本一になった経歴を持つ。
  - 最近は活動を縮小中。
  - 体毛がとても濃い。

### 業者
- ヨッシー
  - ブラスタ初期メンバー。就職に伴い、業務多忙によりブラスタを卒業。
  - ジャンルはBreakin'。
  - ダイナミックなアクロバットはブラスタのパフォーマンスに華を添える。
  - バク転、トリプルアクセル、人間回転投げ〈人間回転投げは、カミサマネジマキ、SkiLL限定)　前方ちゅうがえ
  - 頭髪が薄い。
- シンゴ
  - ブラスタ初期メンバー。就職に伴い、業務多忙によりブラスタを卒業。
  - ジャンルはBreakin'。
  - ダイナミックなアクロバットはブラスタのパフォーマンスに華を添える。　
  - トーマス、バク転、エレベーター出来る
  - ブラスタ時代は、ロックマンをコスプレしてた。
  - 天然。

## 用語

### 業者
- ブラスタのサポートメンバー、ヨッシーとシンゴとを指す。颯爽と駆けつけて着実に仕事をこなし足早に帰って行く姿に、尊敬の念を込めて業者と呼んでいる。

### ブラスタイム
- ブラスタが定期的に行っているミーティング及び練習を指す。基本的には週一回の休日に行われている。ここで活動指針や作品創りを行っている。

### ブラスタくん
- ブラスタのロゴを指す。Hatchが手書きで何となく書いてみたのが採用された。グッズのイラストとしてもよく使用されている。

### ブラスタハウス
- 都内に存在したブラスタによるシェアハウス。4LDK＋屋上という好条件であった。屋上では撮影やBBQなどが行われた。

## 交流
- NOBU
  - シンガーソングライター
  - 第59回日本レコード大賞 新人賞を受賞。
  - 旧知の仲であるアレさんを通じてブラスタと知り合う。意気投合し、お互いのライブに出演するまでの仲になる。
- 高橋あず美
  - シンガーソングライター
  - Super Top Dog 2019 Apollo Theaterで優勝した経験を持つ。
  - WEFUNKでの共演を契機にZuke、Zabuはプライベートでも遊ぶ仲となる。
- kolme
  - ガールズユニット
  - Zukeが振付を監修している。それをきっかけにお互いのライブでコラボレーションを披露したことがある。
- Kelpie
  - シンガーソングライター
  - WEFUNKでの共演をきっかけにブラスタのイベントに出演。
  - ブラスタメンバーとはプライベートでも仲が良い。
- 植松陽介
  - シンガーソングライター
  - Let It Goを色々な有名人で歌うモノマネが有名。
  - 高橋あず美を通じてブラスタと知り合う。